# Mercadona
Mercadona er en spansk supermarkedskæde med 1.636 butikker i alle Spaniens regioner.
Virksomheden blev etableret i 1977, i begyndelsen som en mindre slagterforretning nær Valencia.